# Dictyna fluminensis
Dictyna fluminensis är en spindelart som beskrevs av Cândido Firmino de Mello-Leitão 1924. 
Dictyna fluminensis ingår i släktet Dictyna och familjen kardarspindlar. Inga underarter finns listade i Catalogue of Life.